# Église de Kuorevesi
L’église de Kuorevesi (finnois : Kuoreveden kirkko) est une église luthérienne située à Kuorevesi en Finlande,.

## Description
La décision de construire l'église est prise en 1774 et la construction débute en 1778 sous la direction de Matti Åkerblom. 